# Grande Prêmio da Hungria de 2007
Resultados do Grande Prêmio da Hungria de Fórmula 1 realizado em Hungaroring em 5 de agosto de 2007. Décima primeira etapa do campeonato, foi vencido pelo britânico Lewis Hamilton, da McLaren-Mercedes, com Kimi Räikkönen em segundo pela Ferrari e Nick Heidfeld em terceiro pela BMW Sauber.

## Resumo

### McLaren em guerra
No final do treino de classificação (Q3), surgiu uma controvérsia quando Alonso segurou Hamilton no pit lane, retirando do inglês a chance de fazer sua última volta rápida.
Assim que os pneus do carro de Alonso foram trocados, ele ficou parado por cerca de 10 segundos, enquanto seu companheiro de equipe aguardava atrás. Quando o espanhol foi autorizado pela equipe a voltar ao circuito, foi a vez na troca de pneus no carro de Hamilton. Realizado a troca também, o inglês voltou ao circuito, porém ele tinha menos de 1 minuto e 26 segundos para fazer a volta de aquecimento e abrir a sua última volta de classificação. Antes de Hamilton ultrapassar a linha de chegada, o cronômetro tinha zerado e impedindo que ele fosse fazer sua última tentativa. Sem a ameaça do seu companheiro de equipe, Alonso fez a volta mais rápida e tomou a pole dele.
Apesar da polêmica, a FIA optou por não punir o piloto Fernando Alonso. Ela investigou as conversas de rádio da McLaren e decidiu que o espanhol era inocente.
De acordo com o chefe da escuderia inglesa, Ron Dennis, o próprio Hamilton foi culpado pelo segundo lugar no grid de largada por não ter respeitado as ordens da equipe.
– Eles estavam fora da sequência porque Lewis deveria ter diminuído e deixado Fernando passar (início do último treino classificatório (Q3)). Ele não o fez. Foi assim que saímos da ordem programada – afirmou.
Dennis revelou que Alonso estava sendo instruído por seu engenheiro, que pediu para ele esperar o melhor momento de ir para a pista.
"É o engenheiro que determina quando o piloto deve sair dos boxes. É essa a sequência. Se você acha que foi algo deliberado, então pode achar o que quiser. Eu falei exatamente o que aconteceu."
Às 23 horas e 50 minutos, a FIA puniu Fernando Alonso, porque o piloto espanhol retardou propositalmente sua permanência nos boxes para impedir que Lewis Hamilton tentasse mais uma volta rápida. Alonso foi penalizado com a perda de cinco posições e tendo que largar na 6ª posição. Assim, Hamilton herdou a pole position.
A McLaren também foi punida, e não pontuou nesta etapa do Mundial de Construtores independentemente dos resultados de Alonso e Hamilton (os pontos dos pilotos continuaram válidos e intactos). "As ações da McLaren no final do qualificatório foram consideradas prejudiciais aos interesses da competição", afirmaram os fiscais.
A McLaren perdeu posteriormente todos os pontos conquistados e foi excluída do campeonato de construtores devido à acusação de espionagem sobre a equipe Ferrari.

### Adendos
- Primeira corrida de Sakon Yamamoto pela Spyker e o terceiro piloto a atuar na equipe holandesa.
- Primeira corrida de Sebastian Vettel pela Toro Rosso no lugar de Scott Speed e a segunda equipe que atua o jovem alemão na temporada.
- Foi a primeira corrida na temporada 2007 que a primeira fila do grid não foi composta apenas por McLaren e/ou Ferrari.
- Foi a única vez que Rubens Barrichello terminou em último uma corrida na Fórmula 1 (todos que abandonaram estavam a sua frente no momento em que deixaram a prova).

## Classificação da prova

### Treinos classificatórios
| Pos.   | Nº | Piloto               | Equipe             | Q1       | Q2       | Q3       | Grid | Notas      |
| ------ | -- | -------------------- | ------------------ | -------- | -------- | -------- | ---- | ---------- |
| 1      | 1  | Fernando Alonso      | McLaren-Mercedes   | 1:20.425 | 1:19.661 | 1:19.674 | 6    | [ nota 2 ] |
| 2      | 2  | Lewis Hamilton       | McLaren-Mercedes   | 1:19.570 | 1:19.301 | 1:19.781 | 1    |            |
| 3      | 9  | Nick Heidfeld        | BMW Sauber         | 1:20.751 | 1:20.322 | 1:20.259 | 2    |            |
| 4      | 6  | Kimi Räikkönen       | Ferrari            | 1:20.435 | 1:20.107 | 1:20.410 | 3    |            |
| 5      | 16 | Nico Rosberg         | Williams-Toyota    | 1:20.547 | 1:20.188 | 1:20.632 | 4    |            |
| 6      | 11 | Ralf Schumacher      | Toyota             | 1:20.449 | 1:20.455 | 1:20.714 | 5    |            |
| 7      | 10 | Robert Kubica        | BMW Sauber         | 1:20.366 | 1:20.703 | 1:20.876 | 7    |            |
| 8      | 3  | Giancarlo Fisichella | Renault            | 1:21.645 | 1:20.590 | 1:21.079 | 13   | [ nota 3 ] |
| 9      | 12 | Jarno Trulli         | Toyota             | 1:20.481 | 1:19.951 | 1:21.206 | 8    |            |
| 10     | 15 | Mark Webber          | Red Bull-Renault   | 1:20.794 | 1:20.439 | 1:21.256 | 9    |            |
| 11     | 14 | David Coulthard      | Red Bull-Renault   | 1:21.291 | 1:20.718 |          | 10   |            |
| 12     | 4  | Heikki Kovalainen    | Renault            | 1:20.285 | 1:20.779 |          | 11   |            |
| 13     | 17 | Alexander Wurz       | Williams-Toyota    | 1:21.243 | 1:20.865 |          | 12   |            |
| 14     | 5  | Felipe Massa         | Ferrari            | 1:20.408 | 1:21.021 |          | 14   |            |
| 15     | 23 | Anthony Davidson     | Super Aguri-Honda  | 1:21.018 | 1:21.127 |          | 15   |            |
| 16     | 18 | Vitantonio Liuzzi    | Toro Rosso-Ferrari | 1:21.730 | 1:21.993 |          | 16   |            |
| 17     | 7  | Jenson Button        | Honda              | 1:21.737 |          |          | 17   |            |
| 18     | 8  | Rubens Barrichello   | Honda              | 1:21.877 |          |          | 18   |            |
| 19     | 22 | Takuma Sato          | Super Aguri-Honda  | 1:22.143 |          |          | 19   |            |
| 20     | 19 | Sebastian Vettel     | Toro Rosso-Ferrari | 1:22.177 |          |          | 20   |            |
| 21     | 20 | Adrian Sutil         | Spyker-Ferrari     | 1:22.737 |          |          | 21   |            |
| 22     | 21 | Sakon Yamamoto       | Spyker-Ferrari     | 1:23.774 |          |          | 22   |            |
| Fonte: |    |                      |                    |          |          |          |      |            |

### Corrida
| Pos.   | Nº | Piloto               | Construtor         | Voltas | Tempo/Diferença | Grid | Pontos |
| ------ | -- | -------------------- | ------------------ | ------ | --------------- | ---- | ------ |
| 1      | 2  | Lewis Hamilton       | McLaren-Mercedes   | 70     | 1:35:52.991     | 1    | 10     |
| 2      | 6  | Kimi Räikkönen       | Ferrari            | 70     | + 0.715         | 3    | 8      |
| 3      | 9  | Nick Heidfeld        | BMW Sauber         | 70     | + 43.129        | 2    | 6      |
| 4      | 1  | Fernando Alonso      | McLaren-Mercedes   | 70     | + 44.858        | 6    | 5      |
| 5      | 10 | Robert Kubica        | BMW Sauber         | 70     | + 47.616        | 7    | 4      |
| 6      | 11 | Ralf Schumacher      | Toyota             | 70     | + 50.669        | 5    | 3      |
| 7      | 16 | Nico Rosberg         | Williams-Toyota    | 70     | + 59.139        | 4    | 2      |
| 8      | 4  | Heikki Kovalainen    | Renault            | 70     | + 1:08.104      | 11   | 1      |
| 9      | 15 | Mark Webber          | Red Bull-Renault   | 70     | + 1:16.331      | 9    |        |
| 10     | 12 | Jarno Trulli         | Toyota             | 69     | + 1 volta       | 8    |        |
| 11     | 14 | David Coulthard      | Red Bull-Renault   | 69     | + 1 volta       | 10   |        |
| 12     | 3  | Giancarlo Fisichella | Renault            | 69     | + 1 volta       | 13   |        |
| 13     | 5  | Felipe Massa         | Ferrari            | 69     | + 1 volta       | 14   |        |
| 14     | 17 | Alexander Wurz       | Williams-Toyota    | 69     | + 1 volta       | 12   |        |
| 15     | 22 | Takuma Sato          | Super Aguri-Honda  | 69     | + 1 volta       | 19   |        |
| 16     | 19 | Sebastian Vettel     | Toro Rosso-Ferrari | 69     | + 1 volta       | 20   |        |
| 17     | 20 | Adrian Sutil         | Spyker-Ferrari     | 68     | + 2 voltas      | 21   |        |
| 18     | 8  | Rubens Barrichello   | Honda              | 68     | + 2 voltas      | 18   |        |
| Ret    | 18 | Vitantonio Liuzzi    | Toro Rosso-Ferrari | 42     | Pane elétrica   | 16   |        |
| Ret    | 23 | Anthony Davidson     | Super Aguri-Honda  | 41     | Colisão         | 15   |        |
| Ret    | 7  | Jenson Button        | Honda              | 35     | Acelerador      | 17   |        |
| Ret    | 21 | Sakon Yamamoto       | Spyker-Ferrari     | 4      | Acidente        | 22   |        |
| Fonte: |    |                      |                    |        |                 |      |        |

## Tabela do campeonato após a corrida
| Pos.   | Piloto          | Pontos |
| ------ | --------------- | ------ |
| 1      | Lewis Hamilton  | 80     |
| 2      | Fernando Alonso | 73     |
| 3      | Kimi Räikkönen  | 60     |
| 4      | Felipe Massa    | 59     |
| 5      | Nick Heidfeld   | 42     |
| Fonte: |                 |        |

| Pos.   | Construtor       | Pontos |
| ------ | ---------------- | ------ |
| 1      | McLaren–Mercedes | 138    |
| 2      | Ferrari          | 119    |
| 3      | BMW Sauber       | 71     |
| 4      | Renault          | 33     |
| 5      | Williams-Toyota  | 20     |
| Fonte: |                  |        |

- Nota: Somente as primeiras cinco posições estão listadas.